# Chorebus larides
Chorebus larides är en stekelart som först beskrevs av Nixon 1944.  Chorebus larides ingår i släktet Chorebus och familjen bracksteklar. Arten är reproducerande i Sverige. Inga underarter finns listade i Catalogue of Life.